# Raheem Sterling
Raheem Shaquille Sterling, MBE, angleški nogometaš jamajškega porekla, * 8. december 1994, Kingston, Jamajka.
Sterling je član angleškega prvoligaškega kluba Chelsea. Igra na položaju napadalnega krilnega igralca. V svojih mladih letih je igral za Queens Park Rangers, leta 2010 pa je prestopil k Liverpoolu.
V članski ekipi rdečih je debitiral 8. maja v sezoni 2012 na tekmi proti Chelseaju, na kateri je Liverpool zmagal s 4-1. V igro je namesto Stewarta Downinga vstopil v 84. minuti. V sezoni 2012/13 si je z odličnimi predstavami pri rosnih 17 letih prislužil mesto v začetni enajsterici. Pred sezono 2015/16 je prestopil k Manchester Cityju.

## Zasebno življenje
Odrasel je v kingstonski četrti Maverley, kjer ga je vzgajala njegova babica. Pri petih letih se je skupaj z mamo preselil v London. Živela sta na severozahodu mesta, natančneje v četrti Wembley, kjer je Raheem obiskoval srednjo šolo Copland High School.
Junija 2021 je bil povzdignjen v člana reda britanskega imperija zaradi svojih nogometnih dosežkov in svojega aktivizma za pravice temnopoltih Britancev.